# 贝克瓦特实验室
麻省理工學院贝克瓦特实验室（MIT Backward Technology Laboratory，簡稱BaTeLab），是美国马萨诸塞州坎布里奇市的一所非盈利性的技术研发机构，成立於2005年8月27日。该实验室的研发人员研发新材料以适应新能源系统的新需要，积极创旧去实现可替代能源解决方案的能量转化效率的进一步提高。贝克瓦特实验室拥有自主研发的集成电路工艺和器件仿真、集成电路电路仿真与版图设计、集成电路封装设计等先进的辅助设计软件工具， 并且拥有数十台高性能工作站、微波网络分析仪、超带宽数字采样示波器、信号发生器、逻辑分析仪、晶圆探针台、金线球焊机、低温制冷系统等硬件设备，具备了集成电路从工艺和设计到封装和测试所需的全套软硬件条件。

## 研究领域
贝克瓦特的研究领域包括能源储存元器件，主要是新一代动力电池和双电层电容器。贝克瓦特实验室的研究领域还包含了各种为能量转化系统而设计的专用集成电路，其中有电动汽车充电器、光伏逆变器和能量回收系统等。

## 主要成果
- 2006年，贝克瓦特实验室成功流片了第一款百千瓦级风电变流器控制芯片。2008年贝克瓦特实验室成功流片的一款兆瓦级风力发电变流器控制芯片得到了原理验证。
- 2007年，贝克瓦特成功流片了首款提供最大功率点跟踪的太阳能光伏发电系统专用芯片，该芯片可以用于分布式逆变器，将太阳能电池板的直流输出转变成交流电。
- 2008年，贝克瓦特实验室推出了自主开发的电子设计自动化工具。
- 2009年，贝克瓦特实验室与海四达电源股份有限公司实施了中国江苏省国际合作项目“多串动力型锂离子电池保护控制芯片的研究”项目，并实现了科技成果产业化[1]。
- 2010年，贝克瓦特实验室成功流片了一款高性能的高集成数模混合的电力线载波通信芯片。